# Rubén Darío Bustos
Rubén Dario Bustos Torres (Villa del Rosario, 28 de Agosto de 1981) é um ex-futebolista colombiano que atuava como lateral-direito. 

## Carreira
Em Julho de 2007 transferiu-se do Cúcuta Deportivo para o Grêmio. Seu primeiro gol com a camisa do Grêmio foi no dia 5 de setembro de 2007, contra o Vasco, em cobrança de falta sofrida por Eduardo Costa. O jogador foi importante ao cobrar falta que em cabeçada do jogador Jonas rebaixou o Corinthians para a série B. Pouco aproveitado pela equipe tricolor, Bustos, mesmo em bom momento pela Seleção Colombiana não apresentou o desempenho esperado pelos dirigentes gremistas e com a chegada de uma nova comissão técnica, acabou por não renovar seu empréstimo.
No início de 2009, Bustos foi apresentado pelo rival gremista, o Sport Club Internacional, que o contratou para substituir Élder Granja na lateral direita.
Em 2009, depois de não ser muito aproveitado na equipe principal, foi negociado com o Millionarios.
No final de 2010, Bustos retornou ao elenco do Internacional para a disputa do Gauchão.
Em 2013, se aposentou no Deportivo Cúcuta.

## Títulos
América de Cáli
- Copa Merconorte: 1999
- Campeão da Colômbia: 2000, 2001 e 2002

Seleção Colombiana
- Torneio de Toulon (Seleção Sub-20): 2001

Internacional
- Campeonato Gaúcho: 2008